# 羅賓·舍巴斯基
罗宾·查爾斯·什贝斯基（英語：Robin Charles Scherbatsky, Jr.，1980年7月23日—）是美國影集《老爸老妈的浪漫史》裡的一個角色，由加拿大女演員高碧·史蜜達絲（Cobie Smulders）飾演。

## 角色歷史
罗宾，《老爸老妈的浪漫史》的一個主要角色，女性，加拿大人。出生於1980年7月23日，從小被父親當成兒子扶養長大。也因此後來跟父親的關係不好。14歲之後搬去跟母親住，不久後成為加拿大的青少年偶像團體，藝名為「罗宾·閃亮」（Robin Sparkles），出道單曲為「一起去商场吧」（Let's Go To The Mall），並與同團體的另一個藝人 Jessica Glitter 一起主持青少年節目。她將這段視為黑歷史，不願跟其他人講。這也造成巴尼和馬修之間打賭的事件。(第二季第九集)
之後罗宾在加拿大成為新聞記者，後來轉戰美國紐約，在 Metro News 1 電視台當記者，之後成為該台的新聞主播。在第四季的時候，由於受不了該台的風格，羅賓決定主動辭職。但後來因為遲遲找不到工作，最後巴尼替她找到另一家日間新聞的主播工作。由於特殊的的成長過程，罗宾是一位非常獨立自主甚至有點男性化的女性，非常熱中男性類的運動或是男性類的嗜好。有一次曾與巴尼一起去脫衣酒吧和雪茄吧抽雪茄。持有手槍執照，壓力大的時候會去開槍洩憤。在第一季成為泰德追求的對象，但罗宾一開始拒絕，到了季末才轉而喜歡泰德。認識泰德等人之後，便成為莉莉最好的女性朋友。
罗宾家裡養了五頭狗，都是前男友遺留下來的。討厭橄欖。罗宾跟泰德不同，並沒有結婚生子的打算，因此在第七季的時候也勸退了當時心理醫生的男朋友；到了第七季，她發現她沒辦法生育，按照泰德描述，罗宾后来成為一個環遊世界的记者。
在第八季第11-12集時巴尼向羅賓求婚並且得到她的答應，兩人在第九季(最終季)結婚但三年後離婚。第九季結局最後一幕暗示羅賓可能跟泰德重新交往。

## 唱片
（剧中设定，并非真实发行唱片。）
专辑
- Make It Sparkle

单曲
- Let's Go to the Mall
- Sandcastles in the Sand
- The Beaver Song（与 Jessica Glitter 合唱）
- P.S. I Love You（以 Robin Daggers 名义发行）

## 电视节目
（剧中设定，并非真实电视节目。）
- Space Teens（与 Jessica Glitter 一起主持的儿童电视教育节目）

## 外部連結
- Robin Sparkles的MySpace主頁